# ナシュテッテン
ナシュテッテン（独: Nastätten）は、ドイツ連邦共和国 ラインラント＝プファルツ州ライン＝ラーン郡に存在する市。ナシュテッテン連合自治体 (独: Verbandsgemeinde Nastätten) の行政庁所在地となっている。
コブレンツの南西約25km、ヴィースバーデンの北東約35kmに位置し、タウヌス山地に囲まれている。